# Проховиці (гміна)
Гміна Проховиці (пол. Gmina Prochowice) — місько-сільська гміна у південно-західній Польщі. Належить до Легницького повіту Нижньосілезького воєводства.
Станом на 31 грудня 2011 у гміні проживало 7544 особи.

## Площа
Згідно з даними за 2007 рік площа гміни становила 102,62 км², у тому числі:
- орні землі: 56,00%
- ліси: 32,00%

Таким чином, площа гміни становить 13,78% площі повіту.

## Населення
Станом на 31 грудня 2011:
| Опис     | Загалом | Загалом | Чоловіки | Чоловіки | Жінки | Жінки |
| -------- | ------- | ------- | -------- | -------- | ----- | ----- |
| одиниця  | осіб    | %       | осіб     | %        | осіб  | %     |
| все      | 7544    | 100     | 3750     | 49,71    | 3794  | 50,29 |
| міське   | 3678    | 100     | 1807     | 49,13    | 1871  | 50,87 |
| сільське | 3866    | 100     | 1943     | 50,26    | 1923  | 49,74 |

## Сусідні гміни
Гміна Проховиці межує з такими гмінами: Куниці, Любін, Мальчиці, Руя, Шцинава, Волув.